# Südende

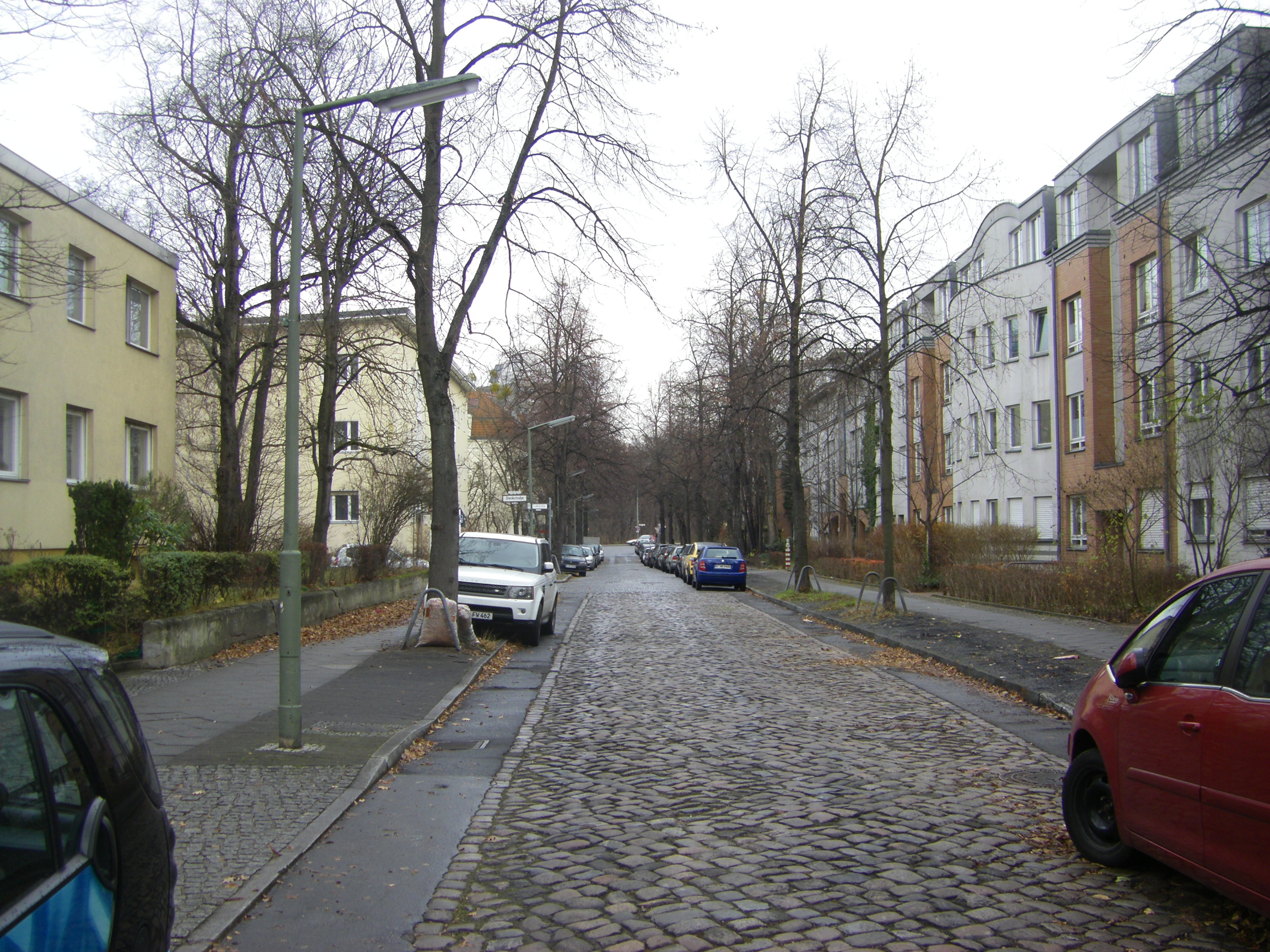
Typische Wohnstraße in Südende (Buhrowstraße)

Südende ist eine Ortslage im Berliner Ortsteil Steglitz des Bezirks Steglitz-Zehlendorf. Das als Villenkolonie angelegte Stadtviertel wurde im Zweiten Weltkrieg fast vollständig zerstört und ab Ende der 1950er wieder aufgebaut.

## Lage
Die Ausdehnung von Südende beträgt ziemlich genau 1400 Meter in Nord-Süd-Richtung und einen Kilometer in West-Ost-Richtung. Der niedrigste Punkt liegt 47,9 m, der höchste 64,9 m ü. NHN.
Die historischen Grenzen Südendes bilden im Norden das heutige Sommerbad am Insulaner, im Westen eine beinahe gerade Linie, die zunächst zwischen Oehlertring und Munsterdamm verlaufend, zwischen den Grundstücken Hanstedter Weg 4 und 6 sowie Steglitzer Damm 69 und 71 hindurch, die Borstellstraße, Benzmannstraße und Stephanstraße überquerend, bis zum Grundstück Brandenburgische Straße 12, verläuft. Von hier aus bildet die jeweilige Verlängerung der Mitte des Schünemannweges in beide Richtungen, die Südgrenze Südendes, bis sie in östlicher Richtung, in Höhe der Rottweiler Straße auf das Maulbronner Ufer stößt. Die Ostgrenze schließlich bildet die Trasse der Dresdener Bahn.
Gebietszugehörigkeit
Südende war ursprünglich Teil der Landgemeinde Mariendorf im Kreis Teltow südlich der damaligen Stadt Schöneberg. Mit der Bildung von Groß-Berlin im Jahr 1920 wurde Südende von Mariendorf abgetrennt und dem Bezirk Steglitz angegliedert. Bis zum Zweiten Weltkrieg wurde Südende als eigenständiger Ortsteil ausgewiesen; seitdem ist Südende ein Bestandteil des Ortsteils Steglitz und gehört seit 2001 zum sechsten Berliner Bezirk Steglitz-Zehlendorf.
Neben Südende gibt es in Berlin noch Nordend als Ortslage in Niederschönhausen und Westend als Ortsteil im Bezirk Charlottenburg-Wilmersdorf. Der Osten findet sich als Ostendstraße in Oberschöneweide, statt Siedlungen wurden Gewerbe und Industrie angesiedelt.

## Geschichte

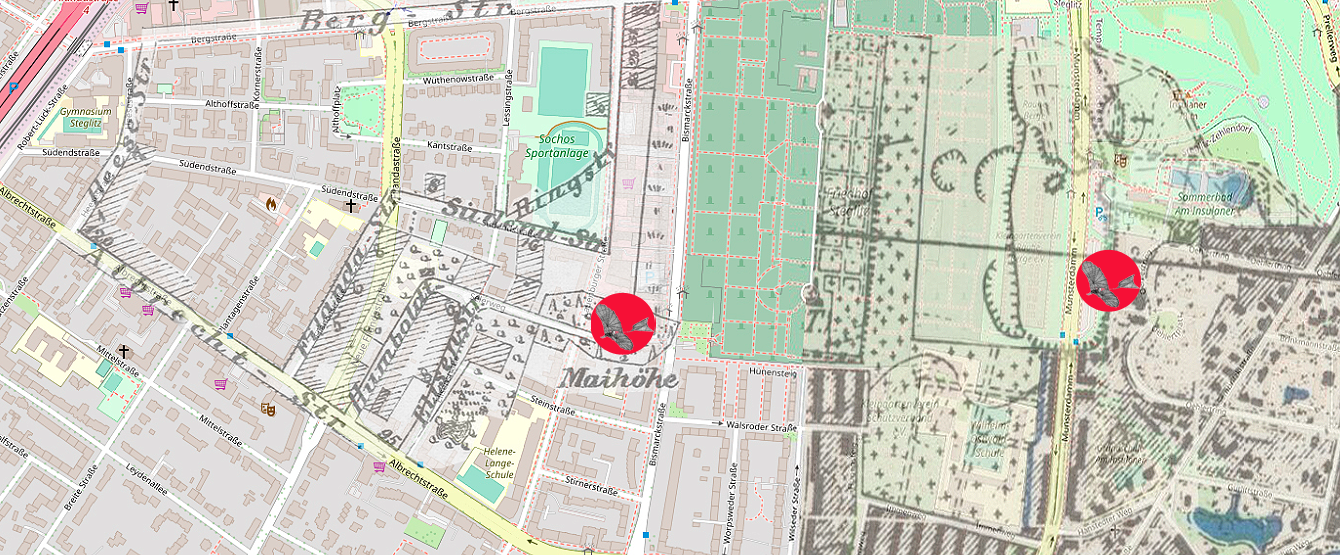
Steglitz, Maihöhe und ehemalige Sandgrube Südende am Fuß der Rauen Berge, die Testfluggelände Otto Lilienthals

Das heutige Südende war ursprünglich ein wildes, sandig-sumpfiges märkisches Gelände. Größere Gewässer waren der Hambuttenpfuhl und der Kelchpfuhl. In Karten war das teilweise hügelige Gebiet verzeichnet als „Die Rauhen Berge“. Es gab keine Gebäude. In Ost-West-Richtung verlief der Weg von Steglitz nach Mariendorf südlich an den Seen vorbei (heute in etwa der Steglitzer Damm). In Nord-Süd-Richtung verlief der Priesterweg als Fußweg von Schöneberg nach Lankwitz westlich am Hambuttenpfuhl entlang. Im Jahr 1841 wurde die Bahnstrecke der Anhalter Bahn in Nord-Süd-Richtung zwischen dem Hambuttenpfuhl und dem Kelchpfuhl hindurchgebaut. Eine kleine Bahnwärterei entstand, etwa an der heutigen Crailsheimer Ecke Lörracher Straße.
Zum Kauf des Geländes, das bis 1872 zwei Mariendorfer Bauern gehörte, wurde am 26. August 1872 die Terrain-Gesellschaft Südende als Konsortium aus Bank und Bahn gegründet. Die Höhe des Kapitals betrug 800.000 Taler. Ab 1873 entstand hier auf einer Fläche von knapp 88 Hektar, aufgeteilt in 427 Parzellen verschiedener Größe, die Villen- und Landhauskolonie Südende als Villenvorort im Landhausstil. Endgültig festgelegt wurde der Name „Südende“ am 19. Juni 1873; offiziell und amtlich eingetragen am 27. August 1873 im preußischen Staatsregister.
Das gesamte Baugelände wurde schon 1874 an einen Herrn Christiani verkauft, der eine neue Terraingesellschaft gründete. Im Jahr 1878 erlosch die Verantwortung der Terrain-AG für Südende wegen finanzieller Schwierigkeiten infolge der großen Gründerkrise. Die Gesellschaft bestand bis zum 27. August 1941 weiter mit Sitz in Berlin und Karlsruhe und löste sich dann auf.
In den Jahren 1892 bis 1893 hatte der Luftfahrtpionier Otto Lilienthal die damalige Sandgrube Südende am Fuße der Rauen Berge und die in der Nähe liegende Maihöhe als Testfluggelände für seinen sogenannten Südende-Apparat und den folgenden Maihöhe-Rhinow-Apparat genutzt.
Ab 1900 entstanden mehr und mehr dreigeschossige Mietshäuser. Die Siedlung um den Langensteiner Weg wurde erst im Jahr 1930 errichtet.
Ab 1917 war Südende Sitz des Malik-Verlags. Im Jahre 1921 wurde Südende mit seinen Sandgruben in den Rauen Bergen als Freiluftfilmstudio genutzt. Der bekannte Regisseur Ernst Lubitsch drehte hier monumentale Wüstenszenen für seinen Spielfilm Das Weib des Pharao. Die Filmarchitekten erbauten eine Kulisse, die aus einer 29 Meter hohen Sphinx und einem 78 Meter hohen und 64 Meter breiten Pharaonenpalast, bestand.
Im Zweiten Weltkrieg wurde Südende durch alliierte Luftangriffe fast völlig zerstört, hauptsächlich innerhalb weniger Stunden in der sogenannten Lankwitzer Bombennacht vom 23. auf den 24. August 1943 durch einen britischen Bomberverband. Erst viel später wurde nach der Freigabe der Kriegstage- und Logbücher der Royal Air Force in London die genaue Ursache offengelegt: der Bomberverband hatte nach starkem Flakbeschuss die genaue Orientierung verloren und zwei Stunden lang fast 2000 Tonnen Bomben, die eigentlich das Regierungsviertel in der Wilhelmstraße in Berlin-Mitte treffen sollten, über Südende und dem angrenzenden Lankwitz abgeworfen.
Nach dem Krieg waren im gesamten Teil westlich der Anhalter Bahn, aber auch im zentralen Bereich östlich der Bahn (Ellwanger- und Hünefeldzeile sowie die Nebenstraßen) die meisten der ehemaligen Häuser nur noch Trümmerhaufen. Hingegen hatten die Siedlung um den Langensteiner Weg sowie der südöstliche Bereich von der Attilastraße bis zum Teltowkanal nur vergleichsweise geringe Schäden davongetragen.
Noch Ende der 1950er Jahre, als viele andere Teile West-Berlins bereits wieder aufgebaut waren, hatte sich in Südende vergleichsweise wenig getan; es gab noch zahlreiche Trümmergrundstücke, andere waren freigeräumt worden, nur hier und da entstand ein neues Haus. Noch 1957 bezeichnete die Berliner Morgenpost Südende als „ödes Trümmerfeld“.
Erst in den 1960er Jahren wurden große Teile von Südende neu bebaut. Um möglichst preiswert bauen zu können und dabei den Platz für die inzwischen geforderten Grünflächen, Parkplätze und Spielplätze freizuhalten, entstanden weit über die ehemaligen Grundstücksgrenzen hinweg Siedlungen mit drei- und viergeschossigen Häuserriegeln in aufgelockerter Anordnung. Erst dadurch wurde das Stadtbild von Südende nachhaltig verändert.

## Gebäude

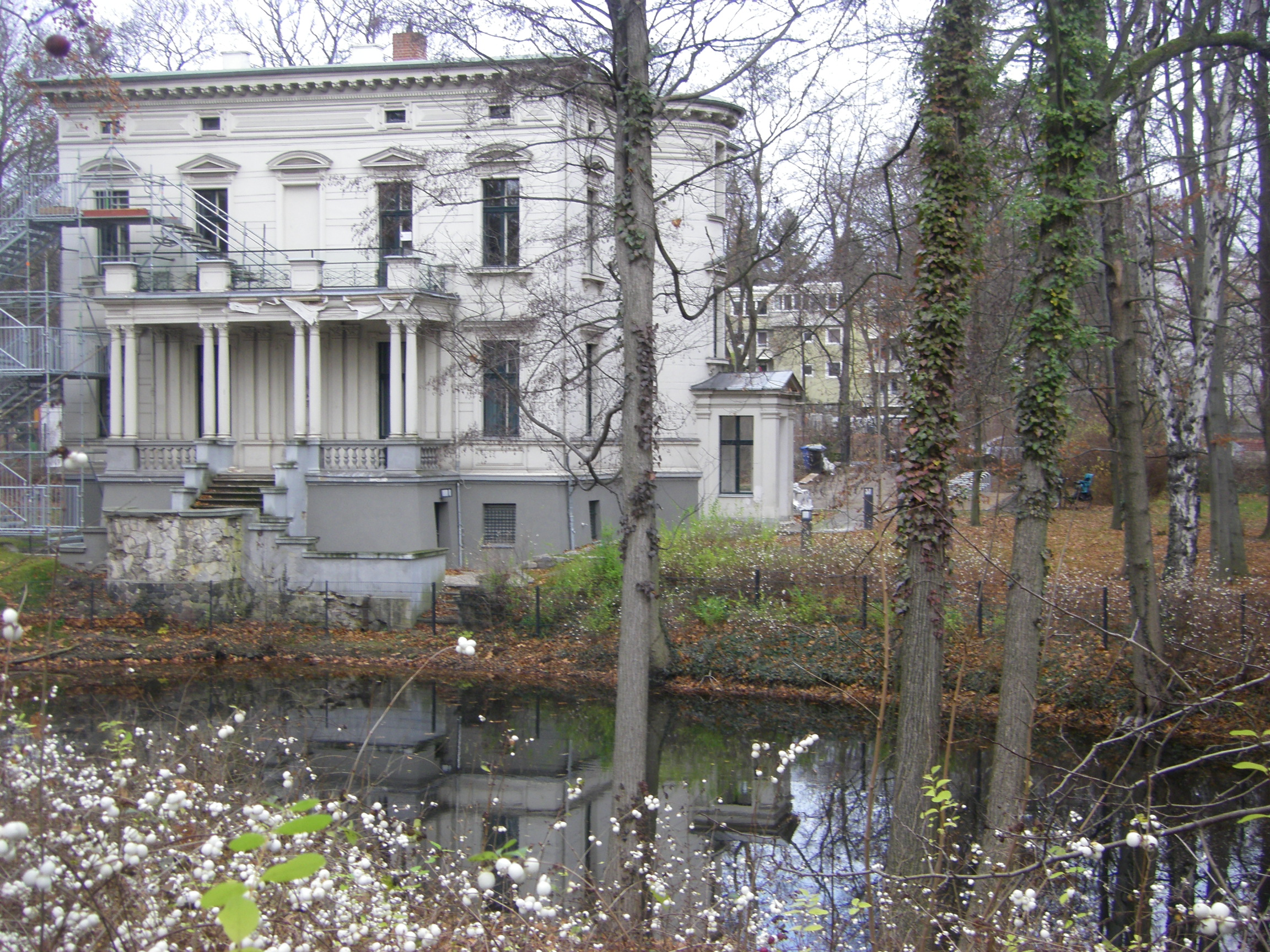
Villa in der Grabertstraße 4

Das erste Haus in Südende war das zwischen 1872 und 1873 errichtete Bergschlösschen, ein ehemaliges Jagdschloss des Grafen Douglas, das am Hang eines Berges gelegen war. Heute steht auf diesem Grundstück das Wohnhaus Oehlertring 33. In der angrenzenden Sandgrube unternahm 1892 der Flugpionier Otto Lilienthal seine ersten Flugversuche.
Im Jahr 1883 waren 17 Grundstücke in Südende bebaut. Sie alle lagen im Bereich der heutigen Sembritzkistraße und ihrer Seitenstraßen. Das einzige Gebäude darunter, das den Zweiten Weltkrieg überdauerte, ist die 1873 von dem Bankier Eduard Mamroth errichtete spätklassizistische Villa in der Grabertstraße 4, die von 1963 bis 2005 der Musikschule Steglitz-Zehlendorf als Domizil diente und seit Juli 2008 wieder dient. Diese ist heute nicht nur das älteste Gebäude in Südende, sondern auch eines der wenigen erhaltenen Beispiele für die ursprüngliche Villenbebauung.

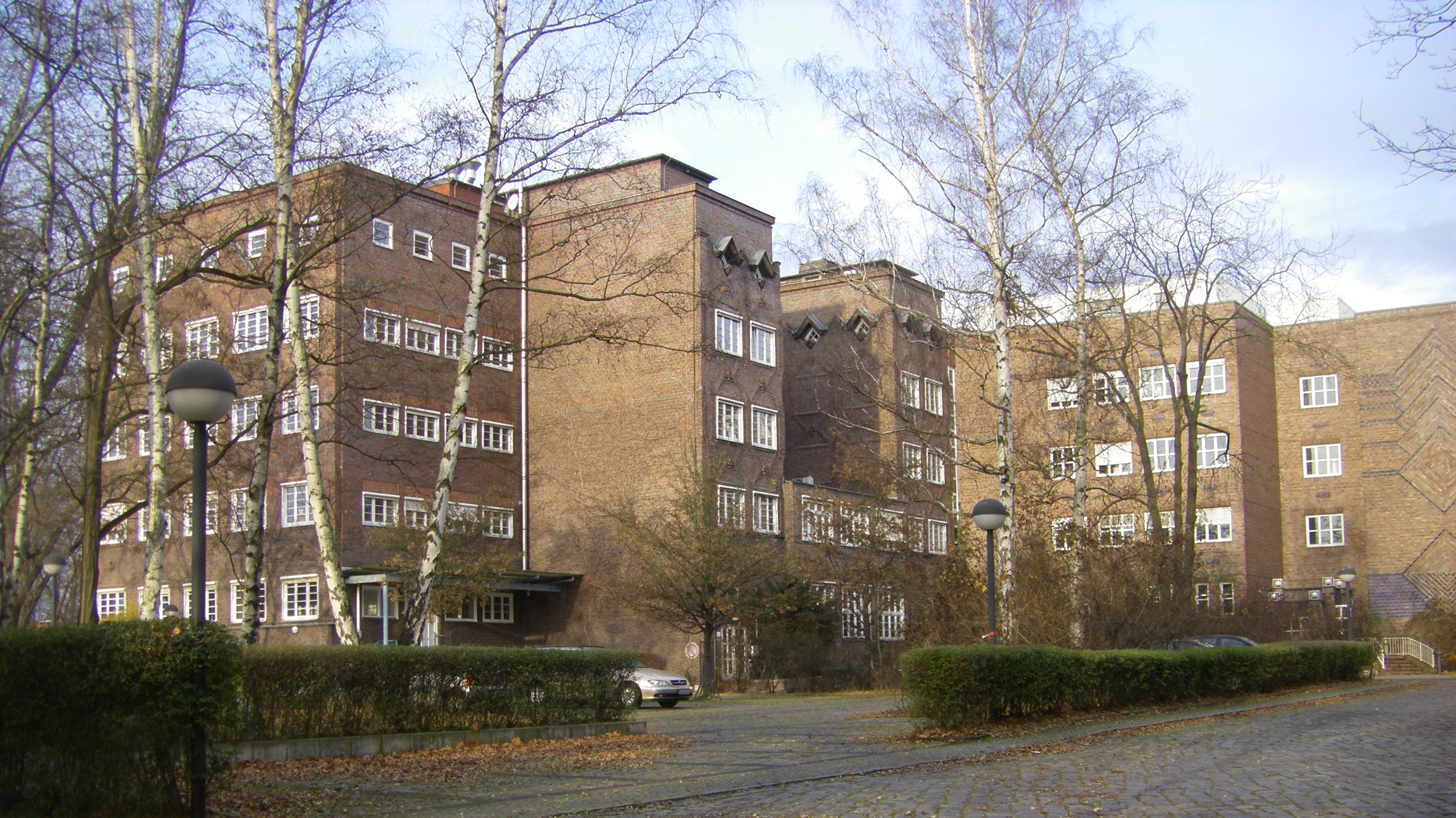
Institut für Pharmazie der FU Berlin

Der einzige Industriebau Südendes ist das ehemalige Scherk-Haus, ein auffälliger roter Klinkerbau im spitzen Winkel zwischen den beiden Bahnlinien. Hier, in der Kelchstraße 31, wurde 1926 nach einem Entwurf von Fritz Höger die Parfümfabrik Scherk errichtet. Das Gebäude steht heute unter Denkmalschutz und wird vom Institut für Pharmazie der FU Berlin genutzt.

## Paresü
Das Paresü (kurz für Parkrestaurant Südende, auch PaReSü geschrieben) war in der Zeit zwischen den beiden Weltkriegen das zweitgrößte Ausflugslokal Berlins mit rund 2000 Plätzen, der mit 18 Bahnen größten Kegelhalle Europas, zwei großen Tanz- und Sitzungssälen, sowie Ruderbootverleih und Badeanstalt direkt am – zum Grundstück gehörenden – natürlichen Teich, dem Hambuttenpfuhl.
Eine 1878 erbaute Villa wurde um 1900 von der Brauerei Haase gekauft und zum Gartenlokal umgebaut. Später wurde das Gelände vom Gastronomen Franz Eschstruth übernommen und die Bebauung immer mehr erweitert.
Im Zweiten Weltkrieg wurde das Paresü größtenteils zerstört. Lediglich ein Gebäude, das in den 1930er Jahren entstandene Café Parkquelle am Steglitzer Damm, wurde 1946 als „großstädtisch modernes Caféhaus“ wieder aufgebaut. Am 31. August 1975 hielt die Sozialistische Einheitspartei Westberlins (SEW) dort das Steglitzer Pionierfest ab. Die Räumlichkeiten wurde bis 1997 genutzt, zuletzt als Diskothek mit Bar. Konzepte zur weiteren Nutzung scheiterten an der schlechten Bausubstanz des inzwischen verfallenden Gebäudes. Nach Abriss der Reste des PaReSü eröffnete dort (westlich der Anhalter Bahn, nördlich des Steglitzer Dammes) im Jahr 2003 ein Lidl-Markt.

## Persönlichkeiten
In Südende lebten unter anderem
- der Atlantikflieger Günther Freiherr von Hünefeld (1892–1929)
- die Revolutionärin Rosa Luxemburg (1871–1919)
- der Komponist Arnold Schönberg (1874–1951)
- die Maler George Grosz (1893–1959) und Wassily Kandinsky (1866–1944)
- der Theologe und Schriftsteller Jochen Klepper (1903–1942)
- der Widerstandskämpfer Adolf Reichwein (1898–1944)
- die Eltern des Physikers Manfred von Ardenne (1907–1997)
- der Journalist und ehemalige UN-Botschafter Rüdiger von Wechmar (1923–2007)
- die Architekten Otto Rudolf Salvisberg (1882–1940) und Alfred Grenander (1863–1931)
- der Bildhauer und Architekt Paul Rudolf Henning (1886–1986)
- der Zeichner Walter Trier (1890–1951)
- der Regisseur Manfred Durniok (1934–2003)
- die Nationalsozialisten Reinhard Heydrich (1904–1942), Martin Wülfing (1899–1986), Hans Weinreich (1896–1963), Eberhard Wolfgang Möller (1906–1972)
- der dem Widerstand um Stauffenberg zuzurechnende Wilhelm Canaris (1887–1945)
- der Autor und Verleger Wilhelm Ruprecht Frieling (* 1952)
- die Schauspieler Rolf Zacher (1941–2018) und Anita Kupsch (1940–2025)
- sowie aktuell Jan Josef Liefers (* 1964) und Anna Loos (* 1970)

## Bevölkerungsentwicklung
Im Jahr 1876 gab es 35 Haushalte in Südende. Im Jahr 1900 lebten 1276 Menschen in 107 Häusern in Südende; um 1912 waren es etwa 3350, 1919 waren es 3690. 4186 Einwohner wurden 1925 verzeichnet, 5134 im Jahr 1932 und 5079 Einwohner im Jahr 1933. 1938 hatte Südende 5735 Einwohner. 1945 hatte Südende nur noch 2000 Einwohner, bis 1962 stieg die Einwohnerzahl auf 7000 an. Das Gebiet von Südende bewohnen heute etwa 6500 Menschen.

## Verkehr

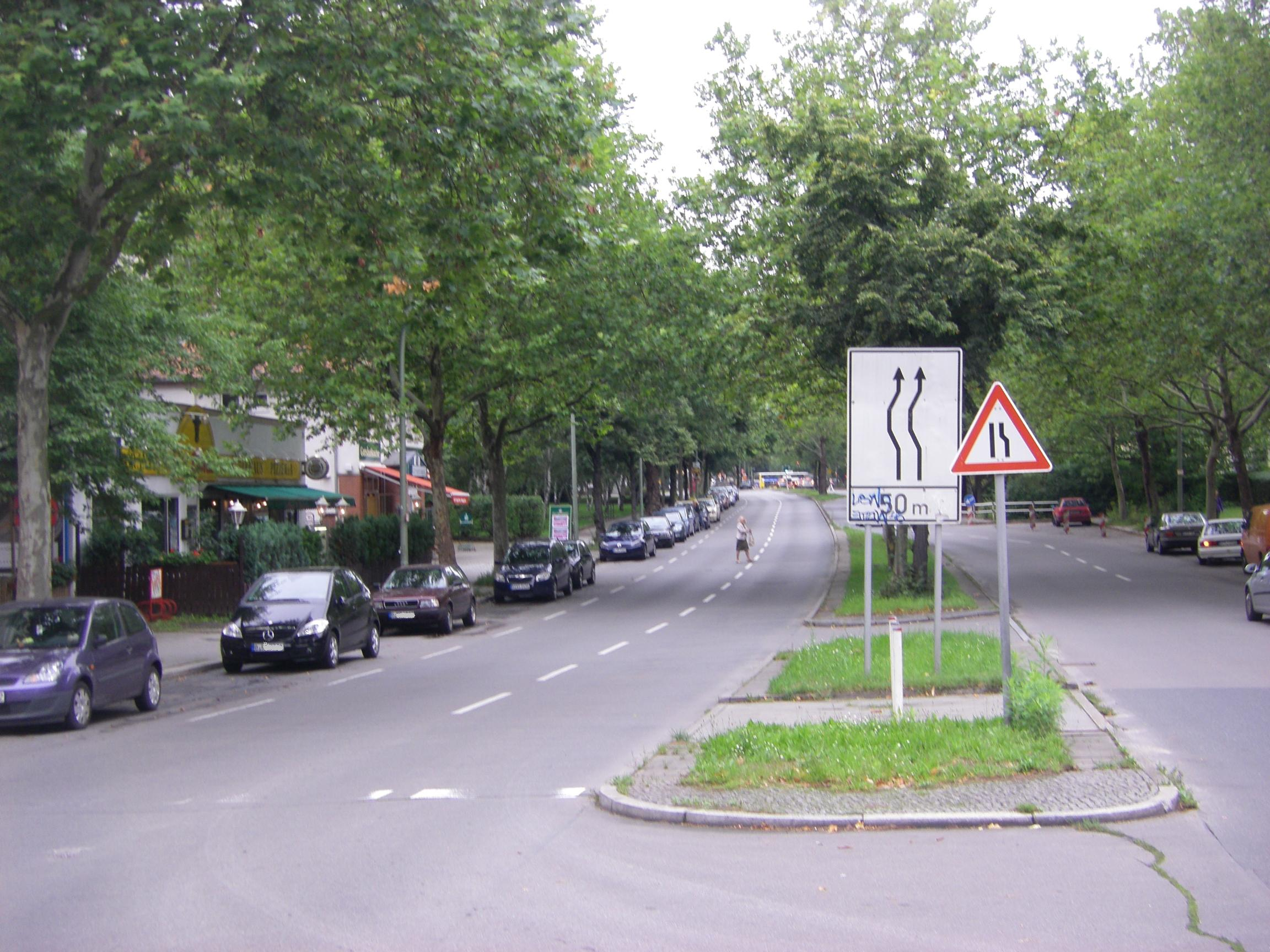
Südende, Steglitzer Damm. Der Mittelstreifen war bis zur Verbreiterung der Straße in den 1970er Jahren der rechte Fahrbahnrand.

Inmitten der Ortslage befindet sich seit 1880 der Bahnhof Berlin Südende an der Anhalter Bahn (S25), am östlichen Rand der S-Bahnhof Attilastraße (1895–1992: Bahnhof Mariendorf) an der Dresdener Bahn (S2).
1895 wurde die Straßenbahn Groß-Lichterfelde über Steglitz zum S-Bahnhof Südende und 1913 bis Mariendorf verlängert. 1942 wurde sie durch Oberleitungsbusse ersetzt. Seit 1961 verkehren Omnibusse (heute: Linie 282). Ab 1902 führte eine weitere Straßenbahnlinie durch Südende, die zwischen Tempelhof und Lankwitz über den heutigen Steglitzer Damm und die heutige Crailsheimer Straße verkehrte, wobei im Bereich Steglitzer Damm Dreischienengleise verlegt wurden, da beide Linien unterschiedliche Spurweiten hatten. Nach der Verbreiterung der Attilastraße um 1930 verkehrte die Straßenbahn geradlinig über diese (heute: Buslinie 184).
Südende wird vom Steglitzer Damm und der Attilastraße durchquert. Der Teltowkanal dagegen verläuft am Maulbronner Ufer nur wenige Meter südlich an Südende vorbei.